# Ross Priory

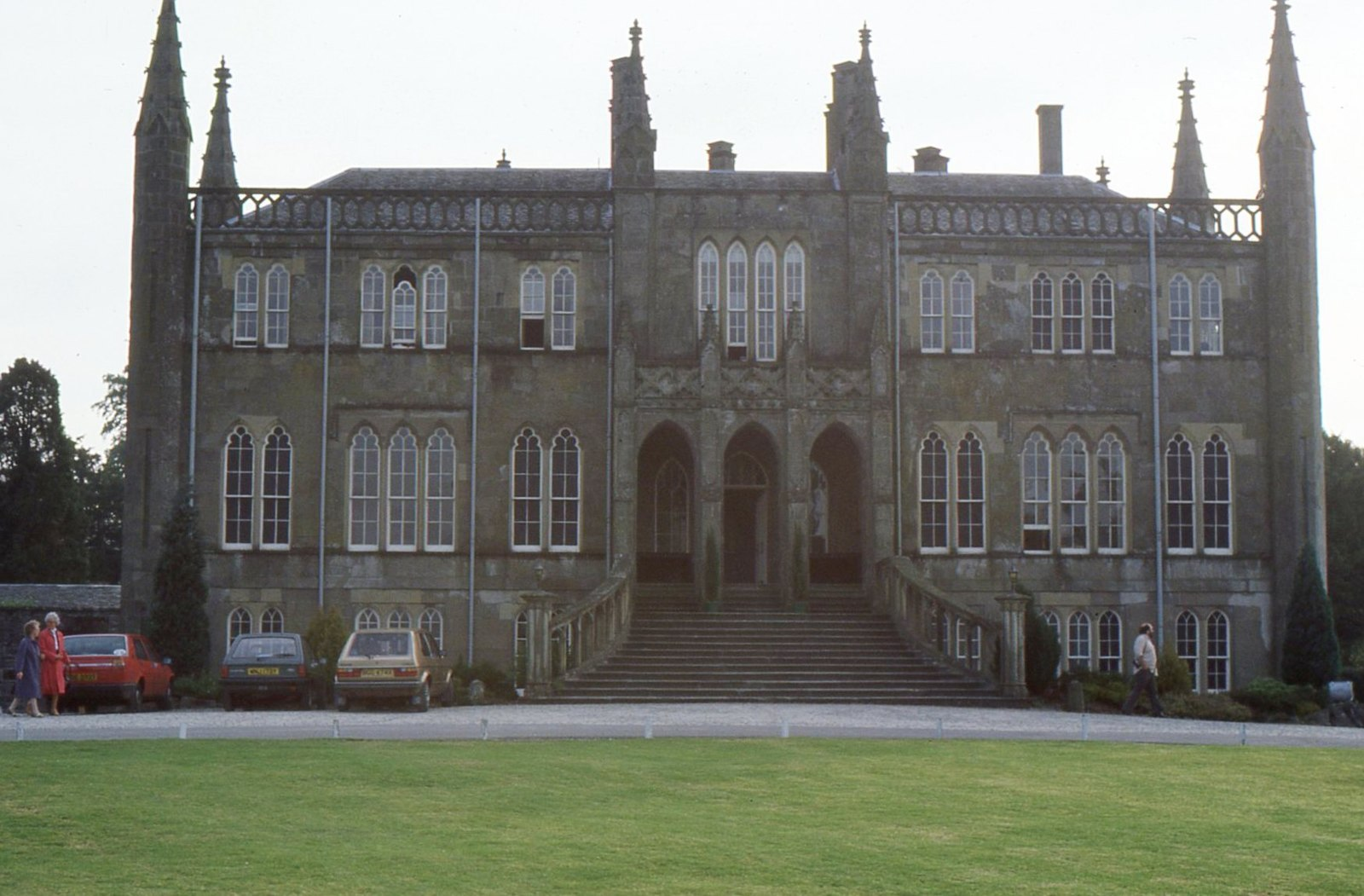
Ross Priory, 1983

Pross Priory ist ein Herrenhaus nahe der schottischen Stadt Gartocharn in der Council Area West Dunbartonshire. 1971 wurde das Gebäude in die schottische Denkmalliste in der höchsten Kategorie A aufgenommen.

## Geschichte
Seit dem 14. Jahrhundert herrschte der Clan Buchanan über die Ländereien. Im Jahre 1695 errichtete dieser einen seiner Familiensitze am Standort des heutigen Herrenhauses. Die heutige Ross Priory entstammt einem Entwurf des Architekten James Gillespie Graham und wurde zwischen 1810 und 1816 erbaut. Hierbei wurden Elemente des alten Gebäudes in das neue Bauwerk integriert und dieses deutlich erweitert. 1817 verbrachte der Schriftsteller Walter Scott einige Zeit in dem Herrenhaus, wo er auch den Großteil seines Romans Rob Roy verfasste. Später erwarb der britische Major George Christie das Anwesen, der es wiederum an das Whiskyunternehmen Teacher’s veräußerte. Seit 1971 gehört das Gebäude zur Universität von Strathclyde. Es ist der Öffentlichkeit nicht zugänglich. Die zugehörige Parkanlage wird einmal jährlich für Besucher geöffnet.

## Beschreibung
Die Ross Priory befindet sich westlich der Gemeinde Gartocharn am Südufer von Loch Lomond. Das zweistöckige, neogotische Herrenhaus weist einen länglichen Grundriss auf. Das Mauerwerk besteht aus honigfarbenem Sandstein. Das Gebäude ist symmetrisch aufgebaut mit einem ausladenden zentralen Eingangsbereich, der über eine geschwungene Treppe zugänglich ist. Drei hohe Rundbögen führen zu den Türen. Darüber befindet sich ein Vierlings-Lanzettfenster und eine Balustrade. Beidseitig des Eingangsbereiches sind Zwillings- und Drillingslanzettfenster auf jeweils drei vertikalen Achsen angeordnet. An den Gebäudekanten ragen schlanke, oktogonale Türme auf. An den anderen Gebäudeseiten werden im Wesentlichen die Elemente der ostexponierten Vorderseite aufgegriffen. An der Südseite grenzt ein niedrigerer Gebäudeteil aus rotem Sandstein an. Das Dach ist mit grauen Schieferschindeln eingedeckt.